# Kim Dong-hyun
Kim Dong-hyun, kor. 김동현 (ur. 12 listopada 1987 w Seulu) – południowokoreański bobsleista, wicemistrz olimpijski w czwórkach z Pjongczangu.
Trzykrotnie uczestniczył w zimowych igrzyskach olimpijskich. W 2010 roku w Vancouver zajął 19. miejsce w czwórkach (wspólnie z nim wystartowali Kang Kwang-bae, Lee Jin-hee i Kim Jung-su). W 2014 roku w Soczi zajął 25. miejsce w dwójkach (wraz z nim wystąpił Jun Jung-lin) oraz 27. w czwórkach (wraz z nim wystąpili Kim Sik, Kim Kyung-hyun i Oh Jea-han). W 2018 roku w Pjongczangu w czwórkach zdobył srebrny medal olimpijski (w zespole wystąpili również Jun Jung-lin, Won Yun-jong i Seo Young-woo), zajmując z niemieckim bobem ex aequo drugie miejsce. Był to pierwszy w historii medal olimpijski w bobslejach wywalczony przez zespół z Azji.